# Ornativalva
Ornativalva é um gênero de traça pertencente à família Agonoxenidae.